# Myke Henry
Pour les articles homonymes, voir Henry.
Myke Henry, né le 23 décembre 1992 à Chicago dans l'Illinois, est un joueur américain de basket-ball évoluant aux postes d'arrière et d'ailier.

## Biographie
Le 13 janvier 2018, il signe un contrat two-way avec les Grizzlies de Memphis.
Le 16 juillet 2021, il s'engage pour une saison avec Châlons Reims en Betclic Élite.

## Vie privée
Lorsque Myke Henry avait 17 ans, son frère a été abattu par balles à l'âge de 15 ans.